# 2019年世界擊劍錦標賽
2019年世界擊劍錦標賽於2019年7月15日至7月23日期間在匈牙利布達佩斯舉辦。這也是布達佩斯第六度舉辦世界擊劍錦標賽。

## 賽程表
本屆賽事共舉行12項賽事。
所有時間皆為歐洲中部夏令時間（UTC+2）。
| 日期          | 時間  | 賽事               |
| ------------- | ----- | ------------------ |
| 2019年7月15日 | 09:00 | 女子銳劍預賽       |
| 2019年7月15日 | 13:00 | 男子軍刀預賽       |
| 2019年7月16日 | 09:00 | 女子鈍劍預賽       |
| 2019年7月16日 | 13:99 | 男子銳劍預賽       |
| 2019年7月17日 | 09:00 | 男子鈍劍預賽       |
| 2019年7月17日 | 14:00 | 女子軍刀預賽       |
| 2019年7月18日 | 18:40 | 女子銳劍淘汰賽     |
| 2019年7月18日 | 18:40 | 男子軍刀淘汰賽     |
| 2019年7月19日 | 18:30 | 男子銳劍淘汰賽     |
| 2019年7月19日 | 18:30 | 女子鈍劍淘汰賽     |
| 2019年7月20日 | 09:40 | 女子團體銳劍淘汰賽 |
| 2019年7月20日 | 10:40 | 男子團體軍刀淘汰賽 |
| 2019年7月20日 | 18:30 | 女子軍刀淘汰賽     |
| 2019年7月20日 | 18:30 | 男子鈍劍淘汰賽     |
| 2019年7月21日 | 08:30 | 男子團體銳劍淘汰賽 |
| 2019年7月21日 | 08:30 | 女子團體鈍劍淘汰賽 |
| 2019年7月21日 | 16:00 | 女子團體銳劍淘汰賽 |
| 2019年7月21日 | 16:00 | 男子團體軍刀淘汰賽 |
| 2019年7月22日 | 09:40 | 男子團體鈍劍淘汰賽 |
| 2019年7月22日 | 11:15 | 女子團體軍刀淘汰賽 |
| 2019年7月22日 | 16:00 | 女子團體鈍劍淘汰賽 |
| 2019年7月22日 | 16:00 | 男子團體銳劍淘汰賽 |
| 2019年7月23日 | 16:00 | 女子團體軍刀淘汰賽 |
| 2019年7月23日 | 16:00 | 男子團體鈍劍淘汰賽 |

## 獎牌榜
*   主办国家/地区（匈牙利）
| 排名                      | 国家 / 地区               | 金牌 | 銀牌 | 銅牌 | 总计 |
| ------------------------- | ------------------------- | ---- | ---- | ---- | ---- |
| 1                         | 俄羅斯（RUS）             | 3    | 3    | 1    | 7    |
| 2                         | 法國（FRA）               | 2    | 3    | 0    | 5    |
| 3                         | （KOR）                   | 2    | 0    | 2    | 4    |
| 4                         | 匈牙利（HUN）*            | 1    | 2    | 0    | 3    |
| 5                         | 乌克兰（UKR）             | 1    | 1    | 2    | 4    |
| 6                         | 中國（CHN）               | 1    | 1    | 0    | 2    |
| 7                         | 美国（USA）               | 1    | 0    | 1    | 2    |
| 8                         | 巴西（BRA）               | 1    | 0    | 0    | 1    |
| 9                         | 義大利（ITA）             | 0    | 1    | 7    | 8    |
| 10                        | 英國（GBR）               | 0    | 1    | 0    | 1    |
| 11                        | 希腊（GRE）               | 0    | 0    | 1    | 1    |
| 11                        | 中國香港（HKG）           | 0    | 0    | 1    | 1    |
| 11                        | 伊朗（IRI）               | 0    | 0    | 1    | 1    |
| 11                        | 羅馬尼亞（ROU）           | 0    | 0    | 1    | 1    |
| 11                        | 瑞士（SUI）               | 0    | 0    | 1    | 1    |
| 总计（共15个国家 / 地区） | 总计（共15个国家 / 地区） | 12   | 12   | 18   | 42   |

## 獎牌得主

### 男子
| 項目     | 金牌                                                                          | 银牌                                                                         | 铜牌                                                                       |
| 個人銳劍 | 希克洛希·盖尔盖伊 · 匈牙利（HUN）                                             | 谢尔盖·比达 · 俄罗斯（RUS）                                                  | 安德烈亞·桑塔雷利 · 義大利（ITA）                                          |
| 個人銳劍 | 希克洛希·盖尔盖伊 · 匈牙利（HUN）                                             | 谢尔盖·比达 · 俄罗斯（RUS）                                                  | 伊戈爾·雷伊茲林 · 乌克兰（UKR）                                            |
| 團體銳劍 | 法國 · 亚历山大·巴尔德内 · 扬尼克·博雷尔 · 罗南·居斯坦 · 达尼埃尔·热朗        | 乌克兰 · 阿纳托利·格列伊 · 博格丹·尼基申 · 伊戈爾·雷伊茲林 · 罗曼·斯维奇卡尔 | 瑞士 · 马克斯·海因策 · 卢卡·马尔科蒂 · 米凯莱·尼杰莱尔 · 本亚明·斯特芬     |
| 個人鈍劍 | 恩佐·勒福尔 · 法國（FRA）                                                     | 马库斯·梅普斯特德 · 英国（GBR）                                              | 孫暎琪 · 韩国（KOR）                                                       |
| 個人鈍劍 | 恩佐·勒福尔 · 法國（FRA）                                                     | 马库斯·梅普斯特德 · 英国（GBR）                                              | 德米特里·热列布琴科 · 俄罗斯（RUS）                                        |
| 團體鈍劍 | 美国 · 迈尔斯·钱利-沃森 · 雷斯·英博登 · 亚历山大·马西亚拉斯 · 格雷克·迈因哈特 | 法國 · 埃尔万·勒佩舒 · 恩佐·勒福尔 · 朱利安·梅尔蒂纳 · 马克西姆·波蒂         | 義大利 · 乔治·阿沃拉 · 安德烈亚·卡萨拉 · 阿莱西奥·福科尼 · 達尼埃萊·加羅佐 |
| 個人軍刀 | 吴尚旭 · 韩国（KOR）                                                          | 绍特马里·翁德拉什 · 匈牙利（HUN）                                            | 穆杰塔巴·阿贝迪尼 · 伊朗（IRI）                                            |
| 個人軍刀 | 吴尚旭 · 韩国（KOR）                                                          | 绍特马里·翁德拉什 · 匈牙利（HUN）                                            | 卢卡·库拉托利 · 義大利（ITA）                                              |
| 團體軍刀 | · 具本佶 · Ha Han-sol · 金准镐 · 吴尚旭                                       | 匈牙利 · 代奇·陶马什 · 盖迈希·乔纳德 · 绍特马里·翁德拉什 · 西拉吉·阿龙       | 義大利 · 恩里科·贝雷 · 卢卡·库拉托利 · 阿尔多·蒙塔诺 · 路易吉·薩梅萊       |

### 女子
| 項目     | 金牌                                                                                        | 银牌                                                                                 | 铜牌                                                                       |
| 個人銳劍 | 纳塔莉·默尔豪森 · 巴西（BRA）                                                               | 林聲 · 中国（CHN）                                                                   | 奧萊娜·克里維茨卡 · 乌克兰（UKR）                                          |
| 個人銳劍 | 纳塔莉·默尔豪森 · 巴西（BRA）                                                               | 林聲 · 中国（CHN）                                                                   | 江旻憓 · 中國香港（HKG）                                                   |
| 團體銳劍 | 中国 · 林聲 · 孫一文 · 許安琪 · 朱明葉                                                      | 俄羅斯 · Tatyana Andryushina · 维奥莱塔·赫拉皮娜 · 维奥莱塔·科洛博娃 · 柳博芙·舒托娃 | 義大利 · Alice Clerici · 蘿塞拉·菲亞明戈 · 费代丽卡·伊索拉 · 玛拉·纳瓦里亚 |
| 個人鈍劍 | 因娜·德里格拉佐娃 · 俄罗斯（RUS）                                                           | 波利娜·朗维埃 · 法國（FRA）                                                          | 阿里安娜·埃里戈 · 義大利（ITA）                                            |
| 個人鈍劍 | 因娜·德里格拉佐娃 · 俄罗斯（RUS）                                                           | 波利娜·朗维埃 · 法國（FRA）                                                          | 埃莉萨·迪弗朗西丝卡 · 義大利（ITA）                                        |
| 團體鈍劍 | 俄羅斯 · 因娜·德里格拉佐娃 · Anastasiia Ivanova · 拉里莎·克羅貝尼科娃 · 阿德利娜·扎吉杜林娜 | 義大利 · 埃莉萨·迪弗朗西丝卡 · 阿里安娜·埃里戈 · 弗兰切斯卡·帕伦博 · 阿莉切·沃尔皮   | 美国 · 杰奎琳·杜布罗维奇 · 李·基弗 · 恩津加·普雷斯科德 · 妮科尔·罗斯       |
| 個人軍刀 | 奧莉加·哈爾蘭 · 乌克兰（UKR）                                                               | 索菲婭·韋莉卡婭 · 俄罗斯（RUS）                                                      | 塞奥佐拉·格昆图拉 · 希腊（GRE）                                            |
| 個人軍刀 | 奧莉加·哈爾蘭 · 乌克兰（UKR）                                                               | 索菲婭·韋莉卡婭 · 俄罗斯（RUS）                                                      | 比安卡·帕斯库 · 羅馬尼亞（ROU）                                            |
| 團體軍刀 | 俄羅斯 · 亚娜·叶戈良 · 奥莉加·尼基京娜 · 索菲娅·波兹尼亚科娃 · 索菲娅·韦莉卡娅              | 法國 · 塞西莉亚·贝尔代 · 玛农·布吕内 · 夏洛特·朗巴克 · 卡罗琳·凯罗利                 | · 崔秀延 · 黄仙妸 · 金智妍 · 尹智秀                                        |

## 外部連結
- 官方网站